# Distrito de Nueva Delhi
Nueva Delhi es un distrito de India en el territorio capital nacional de Delhi. Código ISO: IN.DL.ND.
Comprende una superficie de 22 km².
El centro administrativo se encuentra en Connaught Place.

## Demografía
Según censo 2011 contaba con una población total de 133 713 habitantes.